# Nehalennia pallidula
Nehalennia pallidula – gatunek ważki z rodziny łątkowatych (Coenagrionidae). Występuje na terenie Ameryki Północnej.